# Liste der Lieder von T. V. Smith

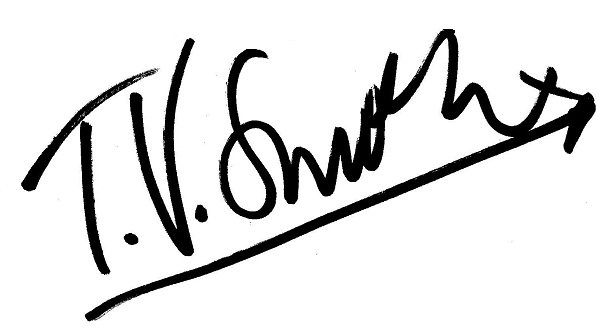
Namenszug T. V. Smith

Die Liste der Lieder von T. V. Smith ist ein Verzeichnis der bisher veröffentlichten Kompositionen des britischen Rockmusikers T. V. Smith.
Die meisten gelisteten Lieder stammen von Smith allein. Bei den wenigen Musikstücken, die in Zusammenarbeit mit anderen Künstlern entstanden sind, werden die Autoren in der Spalte Anmerkungen genannt. Die Angaben in den Spalten Album, Datum, Label, Veröffentlichungsnummer (Vö.-Nr.) und Interpret gehen von der ersten Veröffentlichung des jeweiligen Liedes aus.
Die Tabelle zeigt die Lieder ursprünglich sortiert nach dem Jahr der Veröffentlichung und chronologisch durchnummeriert. Darüber hinaus kann jede Spalte außer den Anmerkungen durch Anklicken der kleinen Pfeile im Kopf der Tabelle, numerisch beziehungsweise alphabetisch sortiert werden.
| Inhaltsverzeichnis # A B C D E F G H I J K L M N O P Q R S T U V W X Y Z |

Das Inhaltsverzeichnis kann erst genutzt werden, nachdem die Titel der Lieder alphabetisch vorsortiert wurden.
| #   | Titel                                | Album                                 | Datum   | Label                   | Vö.-Nr.      | Interpret                                   | Anmerkungen |
| --- | ------------------------------------ | ------------------------------------- | ------- | ----------------------- | ------------ | ------------------------------------------- | --- |
| 1   | Showbiz Kids                         | Sleaze                                | 1975-07 | White Label             | –            | Sleaze                                      | Album in limitierte Auflage von 50 Stück |
| 2   | Dum De Dum                           | Sleaze                                | 1975-07 | White Label             | –            | Sleaze                                      | – |
| 3   | Piss Artists                         | Sleaze                                | 1975-07 | White Label             | –            | Sleaze                                      | – |
| 4   | Hollywood                            | Sleaze                                | 1975-07 | White Label             | –            | Sleaze                                      | – |
| 5   | Listen Don’t Think                   | Sleaze                                | 1975-07 | White Label             | –            | Sleaze                                      | Das Lied wurde in einer überarbeiteten Version mit dem Titel Newboys von The Adverts im Jahr 1978 veröffentlicht. |
| 6   | One Chord Wonders                    | Single                                | 1977-04 | Stiff Records           | Buy 13       | The Adverts                                 | – |
| 7   | Quickstep                            | Single                                | 1977-04 | Stiff Records           | Buy 13       | The Adverts                                 | – |
| 8   | Bored Teenagers                      | Single                                | 1977-08 | Anchor Records          | ANC 1043     | The Adverts                                 | – |
| 9   | Gary Gilmore’s Eyes                  | Single                                | 1977-08 | Anchor Records          | ANC 1043     | The Adverts                                 | Die Single war ab dem 27. August 1977 fünf Wochen in den Britischen Charts und erreichte Platz 18. |
| 10  | Safety in Numbers                    | Single                                | 1977-11 | Anchor Records          | ANC 1047     | The Adverts                                 | – |
| 11  | We who Wait                          | Single                                | 1977-11 | Anchor Records          | ANC 1047     | The Adverts                                 | – |
| 12  | No Time to Be 21                     | Single                                | 1978-01 | Bright Records          | BR1          | The Adverts                                 | Die Single war ab dem 4. Februar 1978 vier Wochen in den Britischen Charts und erreichte Platz 34. |
| 13  | New Day Dawning                      | Single                                | 1978-01 | Bright Records          | BR1          | The Adverts                                 | – |
| 14  | New Church                           | Crossing the Red Sea with The Adverts | 1978-02 | Bright Records          | BRL 201      | The Adverts                                 | – |
| 15  | On the Roof                          | Crossing the Red Sea with The Adverts | 1978-02 | Bright Records          | BRL 201      | The Adverts                                 | – |
| 16  | Newboys                              | Crossing the Red Sea with The Adverts | 1978-02 | Bright Records          | BRL 201      | The Adverts                                 | Ein Vorläufer des Songs mit dem Namen Listen Don’t Think wurde im Jahr 1975 von Sleaze veröffentlicht. |
| 17  | Bombsite Boy                         | Crossing the Red Sea with The Adverts | 1978-02 | Bright Records          | BRL 201      | The Adverts                                 | – |
| 18  | Drowning Men                         | Crossing the Red Sea with The Adverts | 1978-02 | Bright Records          | BRL 201      | The Adverts                                 | – |
| 19  | On Wheels                            | Crossing the Red Sea with The Adverts | 1978-02 | Bright Records          | BRL 201      | The Adverts                                 | – |
| 20  | Great British Mistake                | Crossing the Red Sea with The Adverts | 1978-02 | Bright Records          | BRL 201      | The Adverts                                 | – |
| 21  | Back from the Dead                   | Sons of Survival                      | 1978-03 | Polydor                 | 2383472      | Doctors of Madness                          | Zusammenarbeit mit Richard Strange, The Adverts veröffentlichten eine Version des Songs als B-Seite der Single Television’s Over im November 1978. |
| 22  | Television’s Over                    | Single                                | 1978-11 | RCA Records             | FB 5128      | The Adverts                                 | – |
| 23  | My Place                             | Single                                | 1979-06 | RCA Records             | FB 5160      | The Adverts                                 | – |
| 24  | Cast of Thousands                    | Single                                | 1979-11 | RCA Records             | FB 5191      | The Adverts                                 | – |
| 25  | The Adverts                          | Cast of Thousands                     | 1979-11 | RCA Records             | PL 25246     | The Adverts                                 | – |
| 26  | Male Assault                         | Cast of Thousands                     | 1979-11 | RCA Records             | PL 25246     | The Adverts                                 | – |
| 27  | Fate of Criminals                    | Cast of Thousands                     | 1979-11 | RCA Records             | PL 25246     | The Adverts                                 | – |
| 28  | Love Songs                           | Cast of Thousands                     | 1979-11 | RCA Records             | PL 25246     | The Adverts                                 | – |
| 29  | I Surrender                          | Cast of Thousands                     | 1979-11 | RCA Records             | PL 25246     | The Adverts                                 | – |
| 30  | I Looked at the Sun                  | Cast of Thousands                     | 1979-11 | RCA Records             | PL 25246     | The Adverts                                 | – |
| 31  | I Will Walk You Home                 | Cast of Thousands                     | 1979-11 | RCA Records             | PL 25246     | The Adverts                                 | – |
| 32  | Tomahawk Cruise                      | Single                                | 1980-12 | Big Beat                | NS64         | T. V. Smith’s Explorers                     | Produziert von Tom Newman und herausgegeben von Big Beat einem neugegründeten Tochterunternehmen von Chiswick Records stieg die Single am 6. Dezember 1980 in die Britischen Charts ein und belegte eine Woche lang Platz 105.                                            |
| 33  | See Europe                           | Single                                | 1980-11 | Big Beat                | NS64         | T. V. Smith’s Explorers                     | B-Seite der Single Tomahawk Cruise |
| 34  | The Servant                          | Single                                | 1981-04 | Kaleidoscope            | KRLA 1162    | T. V. Smith’s Explorers                     | – |
| 35  | Looking Down on London               | Single                                | 1981-04 | Kaleidoscope            | KRLA 1162    | T. V. Smith’s Explorers                     | – |
| 36  | I Live for Everything                | The Last Words of the Great Explorer  | 1981-06 | Kaleidoscope            | KRL 85087    | T. V. Smith’s Explorers                     | – |
| 37  | Have Fun                             | The Last Words of the Great Explorer  | 1981-06 | Kaleidoscope            | KRL 85087    | T. V. Smith’s Explorers                     | – |
| 38  | Walk Away                            | The Last Words of the Great Explorer  | 1981-06 | Kaleidoscope            | KRL 85087    | T. V. Smith’s Explorers                     | – |
| 39  | The Last Words of the Great Explorer | The Last Words of the Great Explorer  | 1981-06 | Kaleidoscope            | KRL 85087    | T. V. Smith’s Explorers                     | – |
| 40  | Imagination                          | The Last Words of the Great Explorer  | 1981-06 | Kaleidoscope            | KRL 85087    | T. V. Smith’s Explorers                     | – |
| 41  | The Easy Way                         | The Last Words of the Great Explorer  | 1981-06 | Kaleidoscope            | KRL 85087    | T. V. Smith’s Explorers                     | – |
| 42  | The Unwelcome Guest                  | The Last Words of the Great Explorer  | 1981-06 | Kaleidoscope            | KRL 85087    | T. V. Smith’s Explorers                     | – |
| 43  | The Perfect Life                     | The Last Words of the Great Explorer  | 1981-06 | Kaleidoscope            | KRL 85087    | T. V. Smith’s Explorers                     | – |
| 44  | A World of my Own                    | Single                                | 1981-06 | Kaleidoscope            | SXPS 119     | T. V. Smith’s Explorers                     | Die Single war bei den ersten 10.000 Exemplaren der LP The Last Words of the Great Explorer enthalten. |
| 45  | Walk in a Straight Line              | Single                                | 1981-06 | Kaleidoscope            | SXPS 119     | T. V. Smith’s Explorers                     | Die Single war bei den ersten 10.000 Exemplaren der LP The Last Words of the Great Explorer enthalten. |
| 46  | War Fever                            | Single                                | 1983-05 | Expulsion               | OUT 2        | T. V. Smith                                 | – |
| 47  | Lies                                 | Single                                | 1983-05 | Expulsion               | OUT 2        | T. V. Smith                                 | – |
| 48  | A Token of my Love                   | Channel Five                          | 1983-06 | Expulsion               | EXIT 4       | T. V. Smith                                 | – |
| 49  | On Your Video                        | Channel Five                          | 1983-06 | Expulsion               | EXIT 4       | T. V. Smith                                 | – |
| 50  | Dominator                            | Channel Five                          | 1983-06 | Expulsion               | EXIT 4       | T. V. Smith                                 | – |
| 51  | London Beach                         | Channel Five                          | 1983-06 | Expulsion               | EXIT 4       | T. V. Smith                                 | – |
| 52  | Burning Rain                         | Channel Five                          | 1983-06 | Expulsion               | EXIT 4       | T. V. Smith                                 | – |
| 53  | Fire in the Darkness                 | Channel Five                          | 1983-06 | Expulsion               | EXIT 4       | T. V. Smith                                 | – |
| 54  | Cracking Up                          | Channel Five                          | 1983-06 | Expulsion               | EXIT 4       | T. V. Smith                                 | – |
| 55  | Your Haunted Heart                   | Channel Five                          | 1983-06 | Expulsion               | EXIT 4       | T. V. Smith                                 | – |
| 56  | The Suit                             | Channel Five                          | 1983-06 | Expulsion               | EXIT 4       | T. V. Smith                                 | – |
| 57  | Beautiful Bomb                       | Channel Five                          | 1983-06 | Expulsion               | EXIT 4       | T. V. Smith                                 | – |
| 58  | Lord’s Prayer                        | Killer Lords                          | 1985    | I.R.S. Records          | IRS 5726     | The Lords of the New Church                 | – |
| 59  | Coming Round                         | Single                                | 1985    | Production House        | PH1          | Production House                            | Selbstfinanzierte Single von T. V. Smith, Tim Cross und Tim Renwick. |
| 60  | Woodpecker                           | Single                                | 1985    | Production House        | PH1          | Production House                            | – |
| 61  | 3rd Term                             | Single                                | 1990    | Deltic Records          | DELT 4T      | T. V. Smith’s Cheap                         | Produziert von Tim Cross, das Stück wurde vom New Musical Express als Single der Woche ausgezeichnet. |
| 62  | Newshound                            | Single                                | 1990    | Deltic Records          | DELT 4T      | T. V. Smith                                 | – |
| 63  | Buried by the Machine                | Single                                | 1990    | Deltic Records          | DELT 4T      | T. V. Smith’s Cheap                         | – |
| 64  | Lion and the Lamb                    | March of the Giants                   | 1992-09 | Cooking Vinyl           | 047          | T. V. Smith                                 | Das Album wurde von Tim Cross produziert. |
| 65  | March of the Giants                  | March of the Giants                   | 1992-09 | Cooking Vinyl           | 047          | T. V. Smith                                 | – |
| 66  | Gather Your Things and Go            | March of the Giants                   | 1992-09 | Cooking Vinyl           | 047          | T. V. Smith                                 | – |
| 67  | Can’t Pay, Won’t Pay                 | March of the Giants                   | 1992-09 | Cooking Vinyl           | 047          | T. V. Smith                                 | – |
| 68  | Atlantic Tunnel                      | March of the Giants                   | 1992-09 | Cooking Vinyl           | 047          | T. V. Smith                                 | – |
| 69  | Haves and Have-Nots                  | March of the Giants                   | 1992-09 | Cooking Vinyl           | 047          | T. V. Smith                                 | – |
| 70  | Straight and Narrow                  | March of the Giants                   | 1992-09 | Cooking Vinyl           | 047          | T. V. Smith                                 | – |
| 71  | Free World                           | March of the Giants                   | 1992-09 | Cooking Vinyl           | 047          | T. V. Smith                                 | – |
| 72  | Ship in a Bottle                     | March of the Giants                   | 1992-09 | Cooking Vinyl           | 047          | T. V. Smith                                 | – |
| 73  | Empty Wallet                         | March of the Giants                   | 1992-09 | Cooking Vinyl           | 047          | T. V. Smith                                 | – |
| 74  | Useless                              | March of the Giants                   | 1992-09 | Cooking Vinyl           | 047          | T. V. Smith                                 | – |
| 75  | Runaway Train Driver                 | March of the Giants                   | 1992-09 | Cooking Vinyl           | 047          | T. V. Smith                                 | – |
| 76  | Borderline                           | March of the Giants                   | 1992-09 | Cooking Vinyl           | 047          | T. V. Smith                                 | – |
| 77  | Leisure Time                         | RIP… Everything Must Go!              | 1993    | Humbug                  | BAH 5        | T. V. Smith’s Cheap                         | – |
| 78  | My String Will Snap                  | RIP… Everything Must Go!              | 1993    | Humbug                  | BAH 5        | T. V. Smith’s Cheap                         | – |
| 79  | New Ways are Best                    | RIP… Everything Must Go!              | 1993    | Humbug                  | BAH 5        | T. V. Smith’s Cheap                         | – |
| 80  | Beauty Treatment                     | RIP… Everything Must Go!              | 1993    | Humbug                  | BAH 5        | T. V. Smith’s Cheap                         | – |
| 81  | Luxury in Exile                      | RIP… Everything Must Go!              | 1993    | Humbug                  | BAH 5        | T. V. Smith’s Cheap                         | – |
| 82  | Ghosts                               | RIP… Everything Must Go!              | 1993    | Humbug                  | BAH 5        | T. V. Smith’s Cheap                         | – |
| 83  | Ready for the Axe to Drop            | RIP… Everything Must Go!              | 1993    | Humbug                  | BAH 5        | T. V. Smith’s Cheap                         | – |
| 84  | Silicon Valley Holiday               | RIP… Everything Must Go!              | 1993    | Humbug                  | BAH 5        | T. V. Smith’s Cheap                         | – |
| 85  | 200 Blows                            | Cheap                                 | 1993    | Humbug                  | BAH 9        | T. V. Smith’s Cheap                         | Kassette, Kompilation für Dessident Fanzine |
| 86  | We Want the Road                     | Single                                | 1994-11 | Humbug                  | HUM 2        | T. V. Smith                                 | – |
| 87  | Walk the Plank                       | Single                                | 1994-11 | Humbug                  | HUM 2        | T. V. Smith                                 | – |
| 88  | Eurodisneyland Tomorrow              | Single                                | 1994-11 | Humbug                  | HUM 2        | T. V. Smith                                 | – |
| 89  | Immortal Rich                        | Immortal Rich                         | 1995-02 | Humbug                  | BAH 21       | T. V. Smith                                 | – |
| 90  | Living World                         | Immortal Rich                         | 1995-02 | Humbug                  | BAH 21       | T. V. Smith                                 | – |
| 91  | High Society                         | Immortal Rich                         | 1995-02 | Humbug                  | BAH 21       | T. V. Smith                                 | – |
| 92  | Head On! Clear!                      | Immortal Rich                         | 1995-02 | Humbug                  | BAH 21       | T. V. Smith                                 | – |
| 93  | The Day we Caught the big Fish       | Immortal Rich                         | 1995-02 | Humbug                  | BAH 21       | T. V. Smith                                 | – |
| 94  | Thin Green Line                      | Immortal Rich                         | 1995-02 | Humbug                  | BAH 21       | T. V. Smith                                 | – |
| 95  | Let ’em Go                           | Immortal Rich                         | 1995-02 | Humbug                  | BAH 21       | T. V. Smith                                 | – |
| 96  | In There                             | Immortal Rich                         | 1995-02 | Humbug                  | BAH 21       | T. V. Smith                                 | – |
| 97  | Earth 2                              | Immortal Rich                         | 1995-02 | Humbug                  | BAH 21       | T. V. Smith                                 | – |
| 98  | Expensive Being Poor                 | Generation Y                          | 1998    | JKP                     | JKP 16       | T. V. Smith                                 | – |
| 99  | Generation Y                         | Generation Y                          | 1998    | JKP                     | JKP 16       | T. V. Smith                                 | – |
| 100 | What If?                             | Generation Y                          | 1998    | JKP                     | JKP 16       | T. V. Smith                                 | – |
| 101 | Roll Like a River                    | Generation Y                          | 1998    | JKP                     | JKP 16       | T. V. Smith                                 | – |
| 102 | Strong Horse                         | Generation Y                          | 1998    | JKP                     | JKP 16       | T. V. Smith                                 | – |
| 103 | This Year, Next Year…                | Generation Y                          | 1998    | JKP                     | JKP 16       | T. V. Smith                                 | – |
| 104 | Momentous Changes                    | Generation Y                          | 1998    | JKP                     | JKP 16       | T. V. Smith                                 | – |
| 105 | I Know What You Want                 | Generation Y                          | 1998    | JKP                     | JKP 16       | T. V. Smith                                 | – |
| 106 | Last True Thing                      | Generation Y                          | 1998    | JKP                     | JKP 16       | T. V. Smith                                 | – |
| 107 | Happy Homeland                       | Generation Y                          | 1998    | JKP                     | JKP 16       | T. V. Smith                                 | – |
| 108 | Statute of Liberty                   | Generation Y                          | 1998    | JKP                     | JKP 16       | T. V. Smith                                 | – |
| 109 | Pushed Again                         | Single                                | 1998    | JKP                     | JKP 14       | Die Toten Hosen                             | Co-Autor beim Text, die Single erreichte Platz 4 der Deutschen Charts, Platz 20 der österreichischen und Platz 10 der Schweizer Hitparade im Januar und Februar 1998. |
| 110 | Revenge                              | Single                                | 1998    | JKP                     | JKP 14       | Die Toten Hosen                             | Co-Autor beim Text |
| 111 | The Future Used to be Better         | The Future Used to be Better (EP)     | 1999    | Hiljaiset Levyt         | HICKS 051    | T. V. Smith und Punk Lurex O. K.            | – |
| 112 | My Punk Rock Poem                    | The Future Used to be Better (EP)     | 1999    | Hiljaiset Levyt         | HICKS 051    | T. V. Smith und Punk Lurex O. K.            | – |
| 113 | The World Just got Smaller Again     | The Future Used to be Better (EP)     | 1999    | Hiljaiset Levyt         | HICKS 051    | T. V. Smith und Punk Lurex O. K.            | – |
| 114 | The Product                          | Crash-Landing                         | 1999    | JKP                     | JKP 28       | Die Toten Hosen                             | Co-Autor beim Text |
| 115 | The Fly                              | Crash-Landing                         | 1999    | JKP                     | JKP 28       | Die Toten Hosen                             | Co-Autor beim Text |
| 116 | Man                                  | Crash-Landing                         | 1999    | JKP                     | JKP 28       | Die Toten Hosen                             | Co-Autor beim Text |
| 117 | Big Bad Wolf                         | Crash-Landing                         | 1999    | JKP                     | JKP 28       | Die Toten Hosen                             | Co-Autor beim Text |
| 118 | Bonnie & Clyde                       | Crash-Landing                         | 1999    | JKP                     | JKP 28       | Die Toten Hosen                             | Co-Autor beim Text |
| 119 | Hopeless Happy Song                  | Crash-Landing                         | 1999    | JKP                     | JKP 28       | Die Toten Hosen                             | Co-Autor beim Text |
| 120 | No Escape                            | Crash-Landing                         | 1999    | JKP                     | JKP 28       | Die Toten Hosen                             | Co-Autor beim Text |
| 121 | Soul Therapy                         | Crash-Landing                         | 1999    | JKP                     | JKP 28       | Die Toten Hosen                             | Co-Autor beim Text |
| 122 | Viva la Revolution                   | Crash-Landing                         | 1999    | JKP                     | JKP 28       | Die Toten Hosen                             | Co-Autor beim Text |
| 123 | Disneyland (Stays the Same)          | Crash-Landing                         | 1999    | JKP                     | JKP 28       | Die Toten Hosen                             | Co-Autor beim Text |
| 124 | Call of the Wild                     | Unsterblich                           | 1999    | JKP                     | JKP 35       | Die Toten Hosen                             | Co-Autor, Musik: Michael Breitkopf / Text: Campino, T. V. Smith; Das Album erreichte Platz eins der Charts in Deutschland, Platz sechs in Österreich und Platz neun in der Schweiz.                                                                                       |
| 125 | Only one Flavour                     | Useless                               | 2001    | JKP                     | JKP 43       | T. V. Smith                                 | Zusammen mit der Begleitband Die Toten Hosen entstand unter der Regie von Sven Offen entstand ein Musikvideo zum Lied, das auf dem Dach der ehemaligen Diamantmehl-Fabrik im Hafen von Düsseldorf.                                                                        |
| 126 | In Control                           | Lara Croft: Tomb Raider (Filmmusik)   | 2001    | Elektra                 | 7559-62669-2 | Die Toten Hosen                             | Co-Autor beim Text |
| 127 | Don’t Panic England                  | Sons of Survival                      | 2002    | Ozit                    | 0046         | Doctors of Madness                          | Zusammenarbeit mit Richard Strange |
| 128 | Daydreaming                          | Auswärtsspiel                         | 2002    | JKP                     | JKP 49       | Die Toten Hosen                             | Co-Autor, Musik: Michael Breitkopf, T. V. Smith, Campino, Andreas von Holst / Text: Campino, T. V. Smith; Das Album erreichte Platz eins der Charts in Deutschland und ebenfalls Platz eins in der österreichischen Hitparade und Platz drei erreichte es in der Schweiz. |
| 129 | Kings of the Wreckage                | Sons of Survival                      | 2002    | Ozit                    | 0046         | Doctors of Madness                          | Zusammenarbeit mit Richard Strange. |
| 130 | Your Ticket Out of Here              | Not a Bad Day                         | 2003-10 | T. V. Smith             | TVS001       | T. V. Smith                                 | – |
| 131 | Sugar Crash                          | Not a Bad Day                         | 2003-10 | T. V. Smith             | TVS001       | T. V. Smith                                 | – |
| 132 | Not A Bad Day                        | Not a Bad Day                         | 2003-10 | T. V. Smith             | TVS001       | T. V. Smith                                 | – |
| 133 | Soon as I Found it I Lost It         | Not a Bad Day                         | 2003-10 | T. V. Smith             | TVS001       | T. V. Smith                                 | – |
| 134 | Driver or Passenger                  | Not a Bad Day                         | 2003-10 | T. V. Smith             | TVS001       | T. V. Smith                                 | – |
| 135 | One Million Pounds                   | Not a Bad Day                         | 2003-10 | T. V. Smith             | TVS001       | T. V. Smith                                 | – |
| 136 | Earthbound                           | Not a Bad Day                         | 2003-10 | T. V. Smith             | TVS001       | T. V. Smith                                 | – |
| 137 | For Every Hit There’s a Miss         | Not a Bad Day                         | 2003-10 | T. V. Smith             | TVS001       | T. V. Smith                                 | – |
| 138 | Swimming in the Flood                | Not a Bad Day                         | 2003-10 | T. V. Smith             | TVS001       | T. V. Smith                                 | – |
| 139 | Like a Rocket                        | Not a Bad Day                         | 2003-10 | T. V. Smith             | TVS001       | T. V. Smith                                 | – |
| 140 | The Revolution’s the Same            | Not a Bad Day                         | 2003-10 | T. V. Smith             | TVS001       | T. V. Smith                                 | – |
| 141 | Not in my Name                       | Not a Bad Day                         | 2003-10 | T. V. Smith             | TVS001       | T. V. Smith                                 | Hidden Track, Antikriegslied und Protest gegen die Teilnahme britischer Truppen an den Einsätzen im Irakkrieg als kostenfreier Download bereits im Frühjahr 2003 auf Smiths Homepage erhältlich.                                                                          |
| 142 | Xmas Bloody Xmas                     | Ere’s Christmas EP, SF-XMAS-1         | 2003-12 | UK Step Forward         | SF-XMAS-1    | Captain Sensible, T. V. Smith und Tim Cross | Teil einer Benefiz-Single für Punk Aid |
| 143 | How do you Feel?                     | Zurück zum Glück                      | 2004    | JKP                     | JKP 65       | Die Toten Hosen                             | Musik: Michael Breitkopf / Text: T. V. Smith |
| 144 | Dog Eat Dog                          | Land of Plenty (Filmmusik)            | 2004    | Smd Col                 |              | Die Toten Hosen                             | Co-Autor beim Text |
| 145 | Stand Up!                            | Land of Plenty (Filmmusik)            | 2004    | Smd Col                 |              | Die Toten Hosen                             | Co-Autor beim Text |
| 146 | Making Machines                      | Raw Meet for the Missionaries         | 2005    | –                       | –            | Doctors of Madness & T. V. Smith            | In Zusammenarbeit mit Richard Strange entstanden von 1978–1980 etwa fünfzehn Songs, von denen sieben auf der Webseite von Richard Strange unter dem Titel Raw Meet for the Missionaries als Download erhältlich sind.                                                     |
| 147 | The Last Human Being in the World    | Raw Meet for the Missionaries         | 2005    | –                       | –            | Richard Strange & T. V. Smith               | – |
| 148 | Summer Fun                           | Raw Meet for the Missionaries         | 2005    | –                       | –            | Richard Strange & T. V. Smith               | – |
| 149 | Some Kind of War                     | Raw Meet for the Missionaries         | 2005    | –                       | –            | Richard Strange & T. V. Smith               | – |
| 150 | Torpedo                              | Raw Meet for the Missionaries         | 2005    | –                       | –            | Richard Strange & T. V. Smith               | – |
| 151 | Dance of Death                       | Raw Meet for the Missionaries         | 2005    | –                       | –            | Richard Strange & T. V. Smith               | – |
| 152 | Good Times are Back                  | Misinformation Overload               | 2005    | Goldene Zeiten          | LC 13416     | T. V. Smith                                 | Das Album wurde erstmals über Wolfgang Rohdes Label Goldene Zeiten veröffentlicht. |
| 153 | Bring the Bull Down                  | Misinformation Overload               | 2005    | Goldene Zeiten          | LC 13416     | T. V. Smith                                 | – |
| 154 | Small Rewards                        | Misinformation Overload               | 2005    | Goldene Zeiten          | LC 13416     | T. V. Smith                                 | – |
| 155 | Second Class Citizens                | Misinformation Overload               | 2005    | Goldene Zeiten          | LC 13416     | T. V. Smith                                 | – |
| 156 | You Saved my Life Then Ruined It     | Misinformation Overload               | 2005    | Goldene Zeiten          | LC 13416     | T. V. Smith                                 | – |
| 157 | Right Hands Rise                     | Misinformation Overload               | 2005    | Goldene Zeiten          | LC 13416     | T. V. Smith                                 | – |
| 158 | Ark of Suburbia                      | Misinformation Overload               | 2005    | Goldene Zeiten          | LC 13416     | T. V. Smith                                 | – |
| 159 | More Than This                       | Misinformation Overload               | 2005    | Goldene Zeiten          | LC 13416     | T. V. Smith                                 | – |
| 160 | Es stört mich nicht                  | Misinformation Overload               | 2005    | Goldene Zeiten          | LC 13416     | T. V. Smith                                 | – |
| 161 | Carrying On                          | Misinformation Overload               | 2005    | Goldene Zeiten          | LC 13416     | T. V. Smith                                 | – |
| 162 | Get it Now                           | In the Arms of my Enemy               | 2008    | Drumming Monkey Records | DRUM04-2     | T. V. Smith                                 | Das Album wurde über Vom Ritchies Label Drumming Monkey Records veröffentlicht. |
| 163 | See Through                          | In the Arms of my Enemy               | 2008    | Drumming Monkey Records | DRUM04-2     | T. V. Smith                                 | – |
| 164 | Together Alone                       | In the Arms of my Enemy               | 2008    | Drumming Monkey Records | DRUM04-2     | T. V. Smith                                 | – |
| 165 | It’s Warming Up                      | In the Arms of my Enemy               | 2008    | Drumming Monkey Records | DRUM04-2     | T. V. Smith                                 | – |
| 166 | Backstage Bob                        | In the Arms of my Enemy               | 2008    | Drumming Monkey Records | DRUM04-2     | T. V. Smith                                 | – |
| 167 | I Wish I Could see Clearly           | In the Arms of my Enemy               | 2008    | Drumming Monkey Records | DRUM04-2     | T. V. Smith                                 | – |
| 168 | Weak Glue                            | In the Arms of my Enemy               | 2008    | Drumming Monkey Records | DRUM04-2     | T. V. Smith                                 | Es geht im Lied um die Hilflosigkeit nach der Naturkatastrophe Hurrikan Katrina Ende August 2005 in den Vereinigten Staaten. |
| 169 | In the Arms of my Enemy              | In the Arms of my Enemy               | 2008    | Drumming Monkey Records | DRUM04-2     | T. V. Smith                                 | Das Video zum Lied wurde von WDF Productions veröffentlicht. |
| 170 | Open up Your Heart                   | In the Arms of my Enemy               | 2008    | Drumming Monkey Records | DRUM04-2     | T. V. Smith                                 | – |
| 171 | Clone Town                           | In the Arms of my Enemy               | 2008    | Drumming Monkey Records | DRUM04-2     | T. V. Smith                                 | Das Video zum Lied wurde produziert von Andy Kelleher, Jamie Palmer und T.V. Smith für WDF Productions. |
| 172 | My Trojan Horse                      | In the Arms of my Enemy               | 2008    | Drumming Monkey Records | DRUM04-2     | T. V. Smith                                 | – |
| 173 | Be Brave                             | Sparkle in the Mud                    | 2010    | Boss Tuneage Records    | BTRCRS043    | T. V. Smith                                 | – |
| 174 | Parade                               | Sparkle in the Mud                    | 2010    | Boss Tuneage Records    | BTRCRS043    | T. V. Smith                                 | – |
| 175 | The Impossible Person                | Sparkle in the Mud                    | 2010    | Boss Tuneage Records    | BTRCRS043    | T. V. Smith                                 | – |
| 176 | Impulse Buy                          | Sparkle in the Mud                    | 2010    | Boss Tuneage Records    | BTRCRS043    | T. V. Smith                                 | – |
| 177 | Break up the Party                   | Sparkle in the Mud                    | 2010    | Boss Tuneage Records    | BTRCRS043    | T. V. Smith                                 | – |
| 178 | Wheels out of Gear                   | Sparkle in the Mud                    | 2010    | Boss Tuneage Records    | BTRCRS043    | T. V. Smith                                 | – |
| 179 | Get it off Your Mind                 | Sparkle in the Mud                    | 2010    | Boss Tuneage Records    | BTRCRS043    | T. V. Smith                                 | – |
| 180 | Today                                | Sparkle in the Mud                    | 2010    | Boss Tuneage Records    | BTRCRS043    | T. V. Smith                                 | – |
| 181 | New Discoverers                      | Sparkle in the Mud                    | 2010    | Boss Tuneage Records    | BTRCRS043    | T. V. Smith                                 | – |
| 182 | Downbeat                             | Sparkle in the Mud                    | 2010    | Boss Tuneage Records    | BTRCRS043    | T. V. Smith                                 | – |
| 183 | Make Your Escape                     | Sparkle in the Mud                    | 2010    | Boss Tuneage Records    | BTRCRS043    | T. V. Smith                                 | – |
| 184 | Losing You                           | Sparkle in the Mud                    | 2010    | Boss Tuneage Records    | BTRCRS043    | T. V. Smith                                 | – |
| 185 | Wedding Dress                        | Sparkle in the Mud                    | 2010    | Boss Tuneage Records    | BTRCRS043    | T. V. Smith                                 | – |
| 186 | Land of Plenty                       | Sparkle in the Mud                    | 2010    | Boss Tuneage Records    | BTRCRS043    | T. V. Smith                                 | – |
| 187 | One of our Missiles                  | Sparkle in the Mud                    | 2010    | Boss Tuneage Records    | BTRCRS043    | T. V. Smith                                 | – |
| 188 | Worn Once                            | Coming in to Land                     | 2011    | Boss Tuneage Records    | BTRCRS058    | T. V. Smith                                 | – |
| 189 | True Believers                       | Coming in to Land                     | 2011    | Boss Tuneage Records    | BTRCRS058    | T. V. Smith                                 | – |
| 190 | Probably                             | Coming in to Land                     | 2011    | Boss Tuneage Records    | BTRCRS058    | T. V. Smith                                 | – |
| 191 | Complaints Dept.                     | Coming in to Land                     | 2011    | Boss Tuneage Records    | BTRCRS058    | T. V. Smith                                 | – |
| 192 | Man Down                             | Coming in to Land                     | 2011    | Boss Tuneage Records    | BTRCRS058    | T. V. Smith                                 | – |
| 193 | Us and Them                          | Coming in to Land                     | 2011    | Boss Tuneage Records    | BTRCRS058    | T. V. Smith                                 | – |
| 194 | Deactivate Autoslave                 | Coming in to Land                     | 2011    | Boss Tuneage Records    | BTRCRS058    | T. V. Smith                                 | – |
| 195 | Headhunters                          | Coming in to Land                     | 2011    | Boss Tuneage Records    | BTRCRS058    | T. V. Smith                                 | – |
| 196 | A Trouble to Yourself                | Coming in to Land                     | 2011    | Boss Tuneage Records    | BTRCRS058    | T. V. Smith                                 | – |
| 197 | Dawning of False Hopes               | Coming in to Land                     | 2011    | Boss Tuneage Records    | BTRCRS058    | T. V. Smith                                 | – |
| 198 | Coming in to Land                    | Coming in to Land                     | 2011    | Boss Tuneage Records    | BTRCRS058    | T. V. Smith                                 | – |
| 199 | No Message Please                    | Coming in to Land                     | 2011    | Boss Tuneage Records    | BTRCRS058    | T. V. Smith                                 | – |
| 200 | Der Stacheldrahtmann                 | Dangerous Playground (EP)             | 2012    | Boss Tuneage Records    | BTRC066      | T. V. Smith                                 | EP mit vier Musikstücken für die Inszenierung von Dirk Lauckes Theaterstück Der kalte Kuss von warmem Bier im Theater Trier. |
| 201 | The Rock ’n’ Roll                    | Dangerous Playground (EP)             | 2012    | Boss Tuneage Records    | BTRC066      | T. V. Smith                                 | – |
| 202 | The Drink                            | Dangerous Playground (EP)             | 2012    | Boss Tuneage Records    | BTRC066      | T. V. Smith                                 | – |
| 203 | Dangerous Playground                 | Dangerous Playground (EP)             | 2012    | Boss Tuneage Records    | BTRC066      | T. V. Smith                                 | – |
| 204 | Trans-Time                           | Lucky Us                              | 2012    | Boss Tuneage Records    | BTRCRS044    | T. V. Smith                                 | Album mit bisher unveröffentlichte Liedern und Demos von 1983–1986 |
| 205 | Finger of Fashion                    | Lucky Us                              | 2012    | Boss Tuneage Records    | BTRCRS044    | T. V. Smith                                 | – |
| 206 | King of Hearts                       | Lucky Us                              | 2012    | Boss Tuneage Records    | BTRCRS044    | T. V. Smith                                 | – |
| 207 | Blind Love                           | Lucky Us                              | 2012    | Boss Tuneage Records    | BTRCRS044    | T. V. Smith                                 | – |
| 208 | I Already Have Your Heart            | Lucky Us                              | 2012    | Boss Tuneage Records    | BTRCRS044    | T. V. Smith                                 | – |
| 209 | Putting up a Front                   | Lucky Us                              | 2012    | Boss Tuneage Records    | BTRCRS044    | T. V. Smith                                 | – |
| 210 | Poison Mind                          | Lucky Us                              | 2012    | Boss Tuneage Records    | BTRCRS044    | T. V. Smith                                 | – |
| 211 | Lean Towards the Light               | Lucky Us                              | 2012    | Boss Tuneage Records    | BTRCRS044    | T. V. Smith                                 | Musik: Tim Cross / Text: T. V. Smith |
| 212 | Shipwrecked (On the Rocks of Love)   | Lucky Us                              | 2012    | Boss Tuneage Records    | BTRCRS044    | T. V. Smith                                 | – |
| 213 | Lucky Us                             | Lucky Us                              | 2012    | Boss Tuneage Records    | BTRCRS044    | T. V. Smith                                 | Musik: Tim Cross / Text: T. V. Smith |
| 214 | Spy on the Line                      | Lucky Us                              | 2012    | Boss Tuneage Records    | BTRCRS044    | T. V. Smith                                 | – |
| 215 | Save House                           | Lucky Us                              | 2012    | Boss Tuneage Records    | BTRCRS044    | T. V. Smith                                 | – |
| 216 | Love Chain Letter                    | Lucky Us                              | 2012    | Boss Tuneage Records    | BTRCRS044    | T. V. Smith                                 | – |
| 217 | The Real Fake                        | Lucky Us                              | 2012    | Boss Tuneage Records    | BTRCRS044    | T. V. Smith                                 | – |
| 218 | Top Ten                              | Lucky Us                              | 2012    | Boss Tuneage Records    | BTRCRS044    | T. V. Smith                                 | – |
| 219 | Drowning on dry Land                 | Lucky Us                              | 2012    | Boss Tuneage Records    | BTRCRS044    | T. V. Smith                                 | – |
| 220 | Sure Thing                           | Lucky Us                              | 2012    | Boss Tuneage Records    | BTRCRS044    | T. V. Smith                                 | – |
| 221 | The Right Time                       | Lucky Us                              | 2012    | Boss Tuneage Records    | BTRCRS044    | T. V. Smith                                 | Musik: Tim Cross / Text: T. V. Smith |
| 222 | Devide and Rule                      | Lucky Us                              | 2012    | Boss Tuneage Records    | BTRCRS044    | T. V. Smith                                 | – |
| 223 | Feet on the Ground                   | Lucky Us                              | 2012    | Boss Tuneage Records    | BTRCRS044    | T. V. Smith                                 | Musik: Tim Cross / Text: T. V. Smith |
| 224 | Replay                               | I Delete                              | 2014    | Drumming Monkey Records | TVS 003      | T. V. Smith                                 | – |
| 225 | I Delete                             | I Delete                              | 2014    | Drumming Monkey Records | TVS 003      | T. V. Smith                                 | – |
| 226 | First One to Sign Up                 | I Delete                              | 2014    | Drumming Monkey Records | TVS 003      | T. V. Smith                                 | – |
| 227 | Long Gone                            | I Delete                              | 2014    | Drumming Monkey Records | TVS 003      | T. V. Smith                                 | – |
| 228 | Cutbacks                             | I Delete                              | 2014    | Drumming Monkey Records | TVS 003      | T. V. Smith                                 | – |
| 229 | London Hum                           | I Delete                              | 2014    | Drumming Monkey Records | TVS 003      | T. V. Smith                                 | – |
| 230 | Festival of Fools                    | I Delete                              | 2014    | Drumming Monkey Records | TVS 003      | T. V. Smith                                 | – |
| 231 | It Don’t Work                        | I Delete                              | 2014    | Drumming Monkey Records | TVS 003      | T. V. Smith                                 | – |
| 232 | Home Town                            | I Delete                              | 2014    | Drumming Monkey Records | TVS 003      | T. V. Smith                                 | – |
| 233 | A Step Back                          | I Delete                              | 2014    | Drumming Monkey Records | TVS 003      | T. V. Smith                                 | – |
| 234 | A Vote for the Unknown               | Single                                | 2014    | Deranged Records        |              | Red Dons & T. V. Smith                      | Zusammenarbeit mit der Punkband Red Dons, Musik: Red Dons / Text: T. V. Smith |
| 235 | No Hope Street                       | Single                                | 2018    | JKP                     | JKP 138      | T. V. Smith                                 | – |
| 236 | No Control                           | Land of the Overdose                  | 2018    | JKP                     | JKP 139      | T. V. Smith                                 | – |
| 237 | We Stand Alone                       | Land of the Overdose                  | 2018    | JKP                     | JKP 139      | T. V. Smith                                 | – |
| 238 | Land of the Overdose                 | Land of the Overdose                  | 2018    | JKP                     | JKP 139      | T. V. Smith                                 | – |
| 239 | Satellites                           | Land of the Overdose                  | 2018    | JKP                     | JKP 139      | T. V. Smith                                 | – |
| 240 | Never Again Until the Next Time      | Land of the Overdose                  | 2018    | JKP                     | JKP 139      | T. V. Smith                                 | – |
| 241 | Never Again Until the Next Time      | Land of the Overdose                  | 2018    | JKP                     | JKP 139      | T. V. Smith                                 | – |
| 242 | Sunny Side Up                        | Land of the Overdose                  | 2018    | JKP                     | JKP 139      | T. V. Smith                                 | – |
| 243 | File it Under not my Problem         | Land of the Overdose                  | 2018    | JKP                     | JKP 139      | T. V. Smith                                 | – |
| 244 | Written Out                          | Land of the Overdose                  | 2018    | JKP                     | JKP 139      | T. V. Smith                                 | – |
| 245 | Last Lost Sheep                      | Land of the Overdose                  | 2018    | JKP                     | JKP 139      | T. V. Smith                                 | – |
| 246 | The Lucky Ones                       | Lockdown Holiday                      | 2020    | JKP                     | JKP 152      | T. V. Smith                                 | – |
| 247 | Bounce Back                          | Lockdown Holiday                      | 2020    | JKP                     | JKP 152      | T. V. Smith                                 | – |
| 248 | Artificial Flowers                   | Lockdown Holiday                      | 2020    | JKP                     | JKP 152      | T. V. Smith                                 | – |
| 249 | Fake News                            | Lockdown Holiday                      | 2020    | JKP                     | JKP 152      | T. V. Smith                                 | – |
| 250 | Lockdown Holiday                     | Lockdown Holiday                      | 2020    | JKP                     | JKP 152      | T. V. Smith                                 | – |
| 251 | Send in the Clown                    | Lockdown Holiday                      | 2020    | JKP                     | JKP 152      | T. V. Smith                                 | – |
| 252 | The Race for Last Place              | Lockdown Holiday                      | 2020    | JKP                     | JKP 152      | T. V. Smith                                 | – |
| 253 | Join the Mainstream                  | Lockdown Holiday                      | 2020    | JKP                     | JKP 152      | T. V. Smith                                 | – |
| 254 | Let’s go Back to the Good old Days   | Lockdown Holiday                      | 2020    | JKP                     | JKP 152      | T. V. Smith                                 | – |
| 255 | I surf the Second Wave               | Lockdown Holiday                      | 2020    | JKP                     | JKP 152      | T. V. Smith                                 | – |
| 256 | Going Nowhere Fast                   | Lockdown Holiday                      | 2020    | JKP                     | JKP 152      | T. V. Smith                                 | – |